# Кусца
Кусца — река в России, протекает в Кадыйском районе Костромской области, устье находится в Юрьевецком районе Ивановской области. Устье реки находится в 1 км по правому берегу реки Нёмда. Длина реки составляет 28 км, площадь водосборного бассейна 148 км².
Кусца берёт начало в южной части обширного Котловского болота в 18 км к юго-западу от посёлка Кадый. Течёт на юго-восток по лесному массиву. В среднем течении на берегах нежилые деревни Стеклянный Завод и Ивановское. В нижнем течении на берегах расположены примыкающие друг к другу деревни Чернышевского сельского поселения Гобино, Чернышёво, Хохлянки и Меленки. Притоки — Печингирь, Волюшка (правые); Марковица, Гобинка (левые). Река впадает в Нёмдинский залив Горьковского водохранилища, в устье пристань «устье реки Кусцы».

## Данные водного реестра
По данным государственного водного реестра России относится к Верхневолжскому бассейновому округу, водохозяйственный участок реки — Волга от города Кострома до Горьковского гидроузла (Горьковское водохранилище), без реки Унжа, речной подбассейн реки — Волга ниже Рыбинского водохранилища до впадения Оки. Речной бассейн реки — (Верхняя) Волга до Куйбышевского водохранилища (без бассейна Оки).
Код объекта в государственном водном реестре — 08010300412110000014343.